# Euonymus fortunei
Espèce
Euonymus fortunei est une espèce de plante à fleurs de la famille des Celastraceae. Il est communément dénommé fusain de Chine. Il est originaire d'Asie orientale, notamment de Chine, de Corée, des Philippines et du Japon. E. fortunei est très envahissant et dommageable aux États-Unis, provoquant la mort d'arbres et de forêts dans les zones urbaines.

## Description
Euonymus fortunei est un arbuste à feuilles persistantes qui pousse comme une vigne s'il bénéficie d'un support. En tant que tel, il atteint 20 m, grimpant au moyen de petites racines sur les tiges, comme le lierre (exemple d'évolution convergente, car les deux espèces ne sont pas apparentées). Comme le lierre, elle possède également une phase grimpante ou rampante juvénile stérile et non florifère, qui, lorsqu'elle atteint une hauteur suffisante dans les couronnes des arbres pour obtenir plus de lumière, se développe en une phase adulte et florifère sans radicelles grimpantes.
Les feuilles sont disposées par paires opposées, elliptiques à elliptiques-ovales, longues de 2-6 cm et larges de 1-3 cm, avec des bords finement dentelés. Les fleurs sont discrètes, de 5 mm de diamètre, avec quatre petits pétales jaune verdâtre. Le fruit est une capsule déhiscente lisse avec des arilles rougeâtres.

## Répartition and habitat
Son aire de répartition indigène est très étendue et comprend de nombreuses régions de Chine (du niveau de la mer à 3400 m d'altitude), d'Inde, d'Indonésie, du Japon, de Corée, du Laos, de Myanmar, des Philippines, de Thaïlande et du Viêt Nam. Elle a également été introduite en Amérique du Nord comme plante ornementale et est considérée comme une espèce envahissante dans une grande partie de l'est des États-Unis,. Il ressemble à Euonymus japonicus, qui est également largement cultivé mais qui est un arbuste, sans racines grimpantes. Il est également apparenté à une variété d'espèces similaires, y compris Euonymus theifolius, ou Euonymus vagans, ainsi qu'à un certain nombre d'espèces nommées qui ne se trouvent qu'en culture et qu'il est préférable de traiter comme des cultivars. Ses habitats comprennent les bois, les broussailles et les forêts.

## Culture
Euonymus fortunei  est largement cultivé comme plante ornementale, avec de nombreux cultivars sélectionnés pour des caractéristiques telles que le jaune, la panachure et la croissance lente, la nanification. Il est utilisé comme couvre-sol ou comme plante grimpante pour grimper aux murs et aux arbres. Les cultivars suivants ont obtenu le Award of Garden Merit de la Royal Horticultural Society: 
- 'Emerald Gaiety'[10]
- 'Emerald 'n' Gold'[11]
- 'Emerald Surprise'[12]
- 'Kewensis'[13]
- 'Wolong Ghost'[14]

Les plantes multipliées à partir de tiges fleuries matures (autrefois parfois appelées f. carrierei) poussent toujours comme des arbustes non grimpants. Certains cultivars populaires comme « Moon Shadow » sont des formes arbustives
, et Canada.

## Liste des variétés
Selon GBIF (6 octobre 2024) :
- Euonymus fortunei var. fortunei
- Euonymus fortunei var. radicans (Siebold ex Miq.) Rehder
- Euonymus fortunei var. vegatus (Rehder) Rehder
- Euonymus fortunei var. villosus (Nakai) H.Hara

## Taxonomie
Il a été décrit pour la première fois en 1863 sous le nom de Elaeodendron fortunei par Nikolai Turczaninow, qui l'a nommé en l'honneur du botaniste écossais et explorateur de plantes Robert Fortune. Il a été transféré dans le genre Euonymus en 1933 par Heinrich von Handel-Mazzetti.

## Galerie

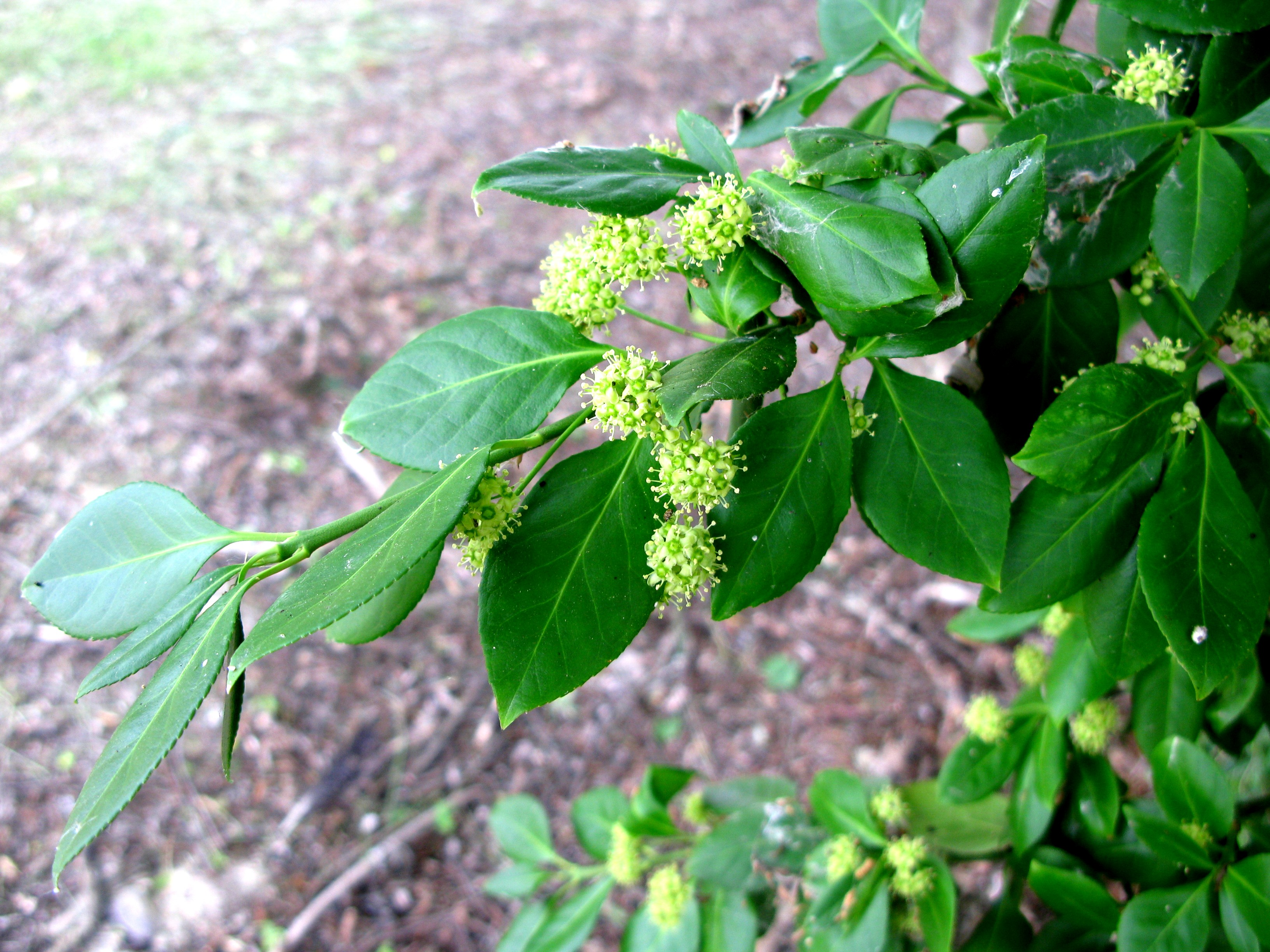
Fleurs sur une plante mature
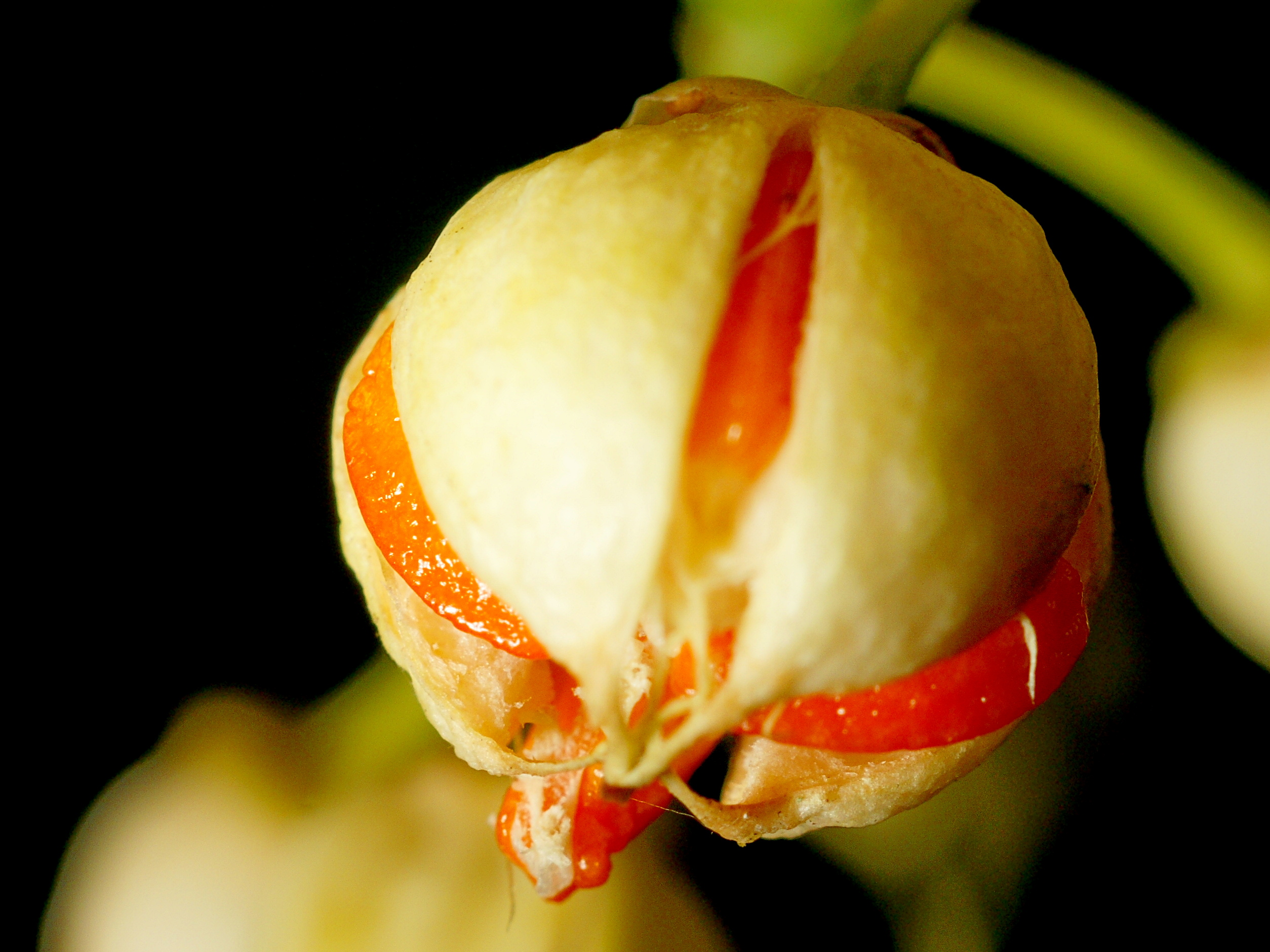
Fruit
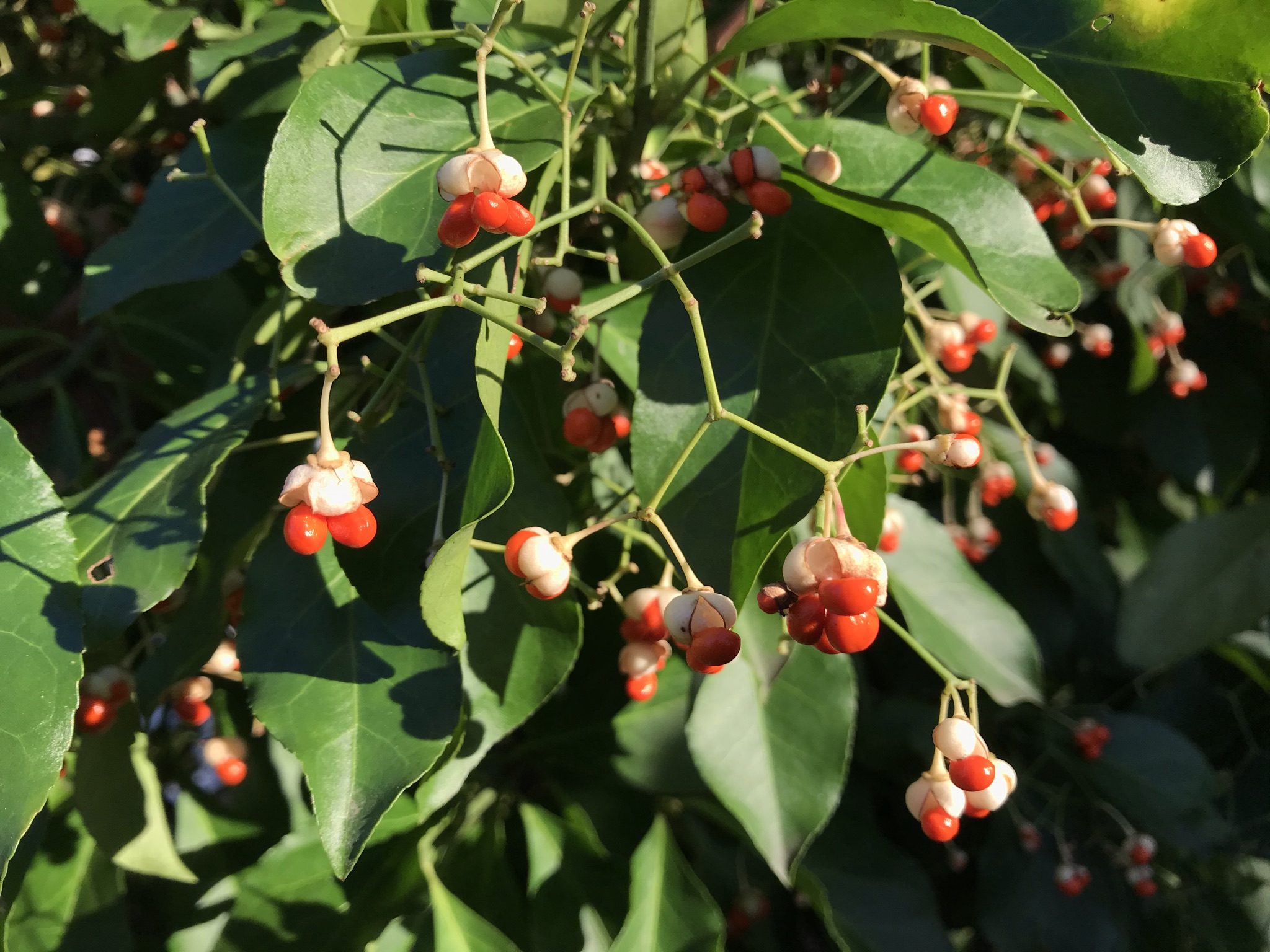
Baies oranges
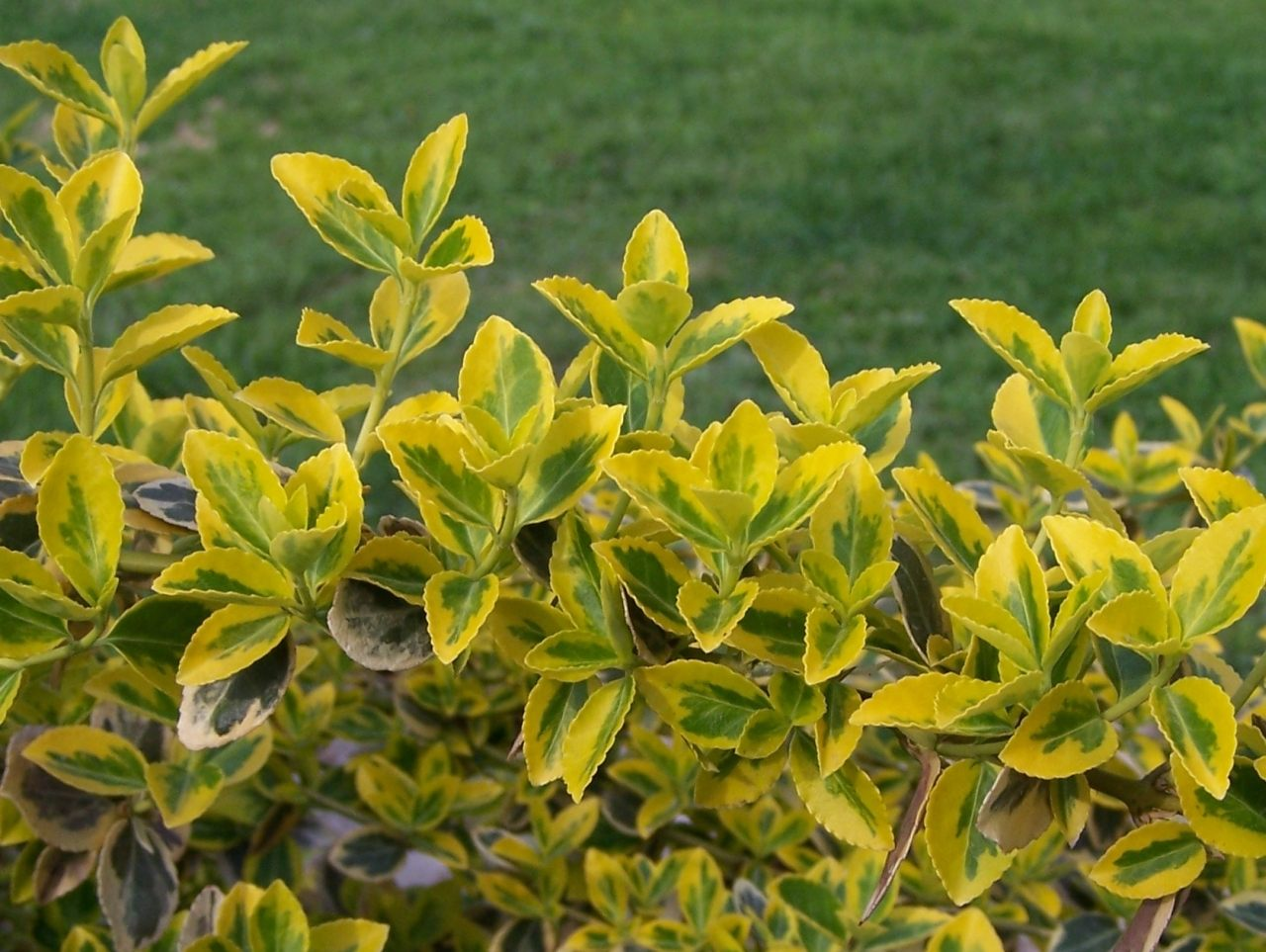
Le cuktivar « Emerald 'n Gold »
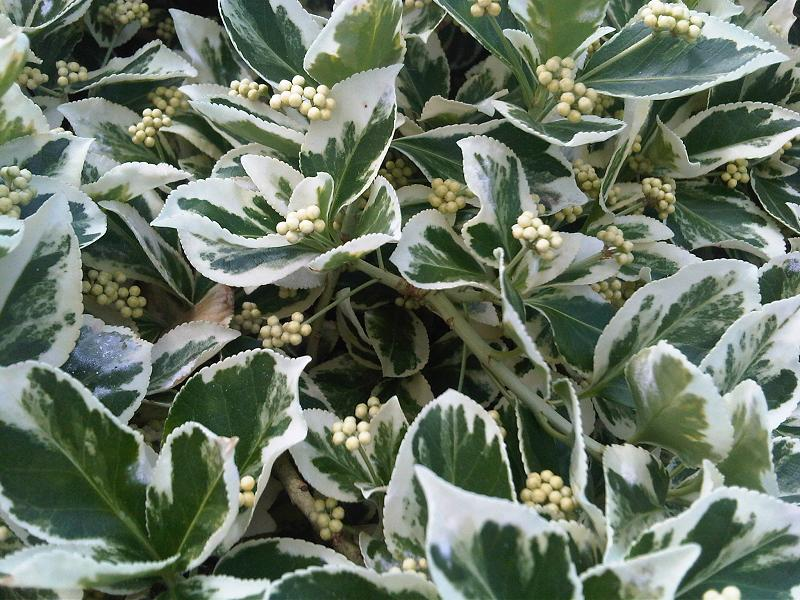
Le cultivar « Emerald Gaiety »

## Systématique
Le nom correct complet (avec auteur) de ce taxon est Euonymus fortunei (Turcz.) Hand.-Mazz..
L'espèce a été initialement classée dans le genre Elaeodendron sous le basionyme Elaeodendron fortunei Turcz..
Ce taxon porte en français les noms vernaculaires ou normalisés suivants : fusain de Chine, fusain de Fortune,,, fusain du Japon, fusain rampant.
Euonymus fortunei a pour synonymes :
- Cassine fortunei (Turcz.) Kuntze
- Elaeodendron fortunei Turcz.
- Elaeodendron javanicum Turcz.
- Euonymus fortunei f. albifructus Murata
- Euonymus fortunei f. kewensis (Bean) Rehder
- Euonymus fortunei subsp. acuminatus F.H.Chen & M.C.Wang
- Euonymus fortunei subsp. patens (Rehder) Hand.-Mazz.
- Euonymus fortunei var. patens (Rehder) Hand.-Mazz.
- Euonymus fortunei (Turczaninow) Handel-Mazetti
- Euonymus guidingensis C.Y.Cheng
- Euonymus hederaceus Champ.
- Euonymus hederaceus Champ. ex Benth.
- Euonymus hederacioides C.Y.Cheng
- Euonymus hederacoides C.Y.Cheng
- Euonymus japonicus subsp. chinensis Pamp.
- Euonymus japonicus var. macrophyllus Siebold
- Euonymus japonicus var. microphyllus Siebold
- Euonymus japonicus L.fil.
- Euonymus kewensis (Bean) Hesse
- Euonymus kiautschovicus subsp. patens (Rehder) Loes.
- Euonymus kiautschovicus var. patens (Rehder) Loes.
- Euonymus kiautschovicus Loes.
- Euonymus patens Rehder
- Euonymus radicans var. kewensis Bean
- Euonymus radicans var. minima Simon-Louis
- Euonymus wensiensis J.W.Ren & D.S.Yao
- Evonymus japonicus L.f., 1780